# Pittosporum napaulense
Pittosporum napaulense är en tvåhjärtbladig växtart som först beskrevs av Dc., och fick sitt nu gällande namn av Alfred Rehder och Wilson. Pittosporum napaulense ingår i släktet Pittosporum och familjen Pittosporaceae. Inga underarter finns listade.